# برانكو
برانكو (بالبرتغالية: Branco‏) (بالبرتغالية:Cláudio Ibraim Vaz Leal) هو كلاوديو إبراهيم فاز ليال ، ولد في 4 أبريل 1964 في باخي، البرازيل، لاعب كرة قدم برازيلي سابق، شارك مع منتخب بلاده في بطولة كأس العالم لكرة القدم 1986 , 1990 , 1994. لعب مع أندية عديدة أبرزها كورينثيانز وجنوى وإنترناسيونال.
بين سنوات 2007 و2009 عمل كمدير لفرق شباب نادي فلومينينسي.

## روابط خارجية
- برانكو على موقع الاتحاد الدولي (مؤرشف)  (الإنجليزية)
- برانكو على موقع الدوري الأمريكي (الإنجليزية)
- برانكو على موقع قاعدة بيانات كرة القدم.إي يو (الإنجليزية)
- برانكو على موقع ناشيونال فوتبول تيمز (الإنجليزية)
- برانكو على موقع عالم كرة القدم.نت (الإنجليزية)